# 叶花景天
叶花景天（学名：Sedum phyllanthum），为景天科景天属下的一个植物种。产贵州平坝，生石上。